# Joanna Roos
Joanna Roos (Brooklyn, 11 gennaio 1901 – Princeton, 13 maggio 1989) è stata un'attrice e drammaturga statunitense.

## Biografia
Morta nel 1989 a 88 anni, durante la sua carriera interpretò prevalentemente ruoli televisivi, ma recitò anche in alcuni film come Due settimane in un'altra città (1962) con Kirk Douglas e Edward G. Robinson.

## Filmografia parziale

### Cinema
- I giganti uccidono (Patterns), regia di Fielder Cook (1956)
- Splendore nell'erba (Splendor in the Grass), regia di Elia Kazan (1961)
- Due settimane in un'altra città (Two Weeks in Another Town), regia di Vincente Minnelli (1962)

### Televisione
- The Kaiser Aluminum Hour – serie TV, episodio 1x13 (1957)
- The Alcoa Hour – serie TV, episodio 2x18 (1957)